# Bus Éireann
Bus Éireann (Iers voor Ierse Bus) is een Iers openbaarvervoerbedrijf. Het verzorgt autobusdiensten in heel Ierland, met uitzondering van die geheel binnen het graafschap Dublin (Áth Cliath), die worden verzorgd door het zusterbedrijf Dublin Bus. Bus Éireann, opgericht als afzonderlijk bedrijf in 1987, is een dochter van Córas Iompair Éireann (CIÉ). Het logo van Bus Éireann bevat een rode Ierse setter, een soort jachthond. De belangrijkste uitvalsbasis van het bedrijf is Busáras (Iers voor busgebouw), in Store Street, hartje Dublin.

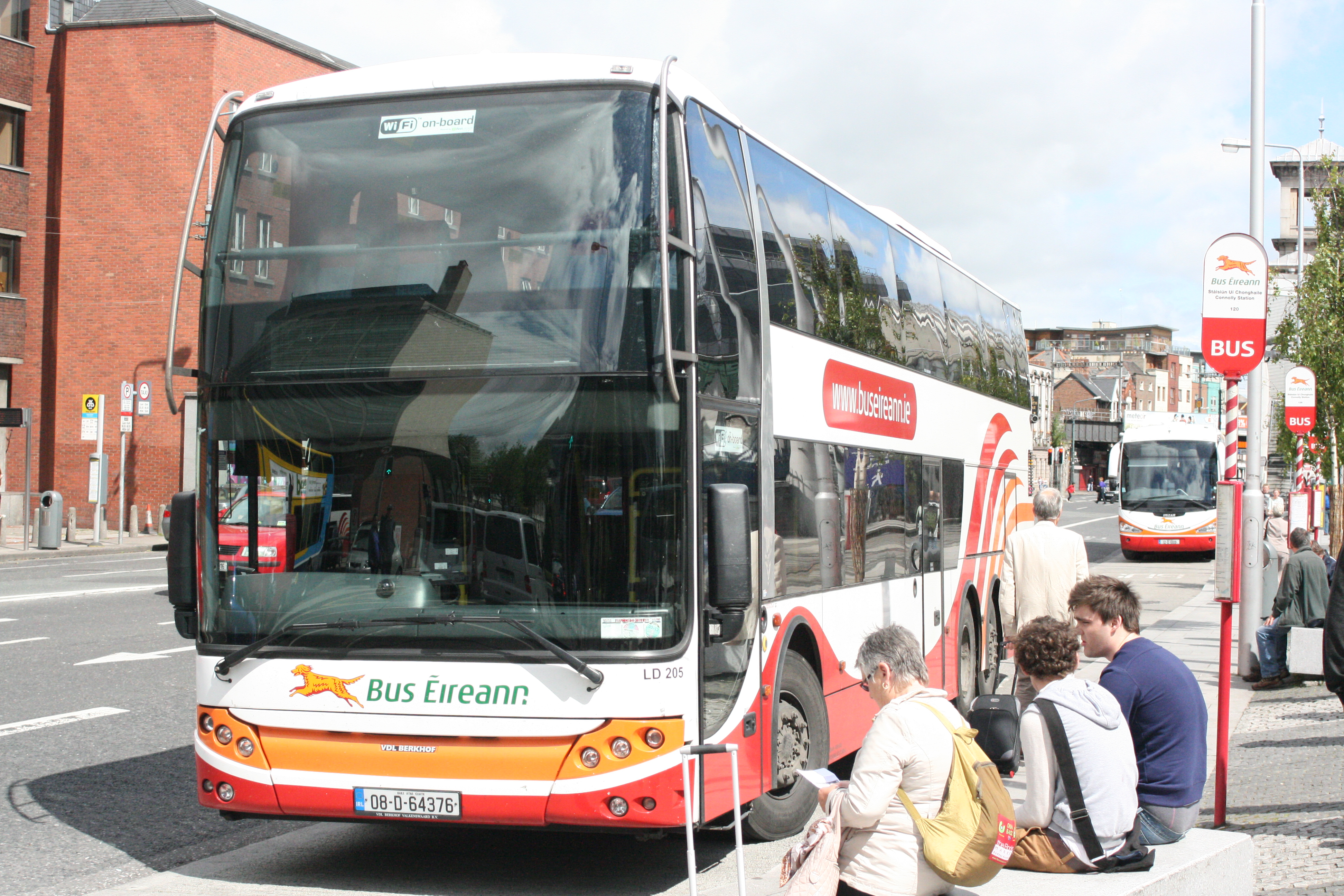
Bus Éireann VDL Berkhof Axial bij Station Dublin-Connolly in juli 2012
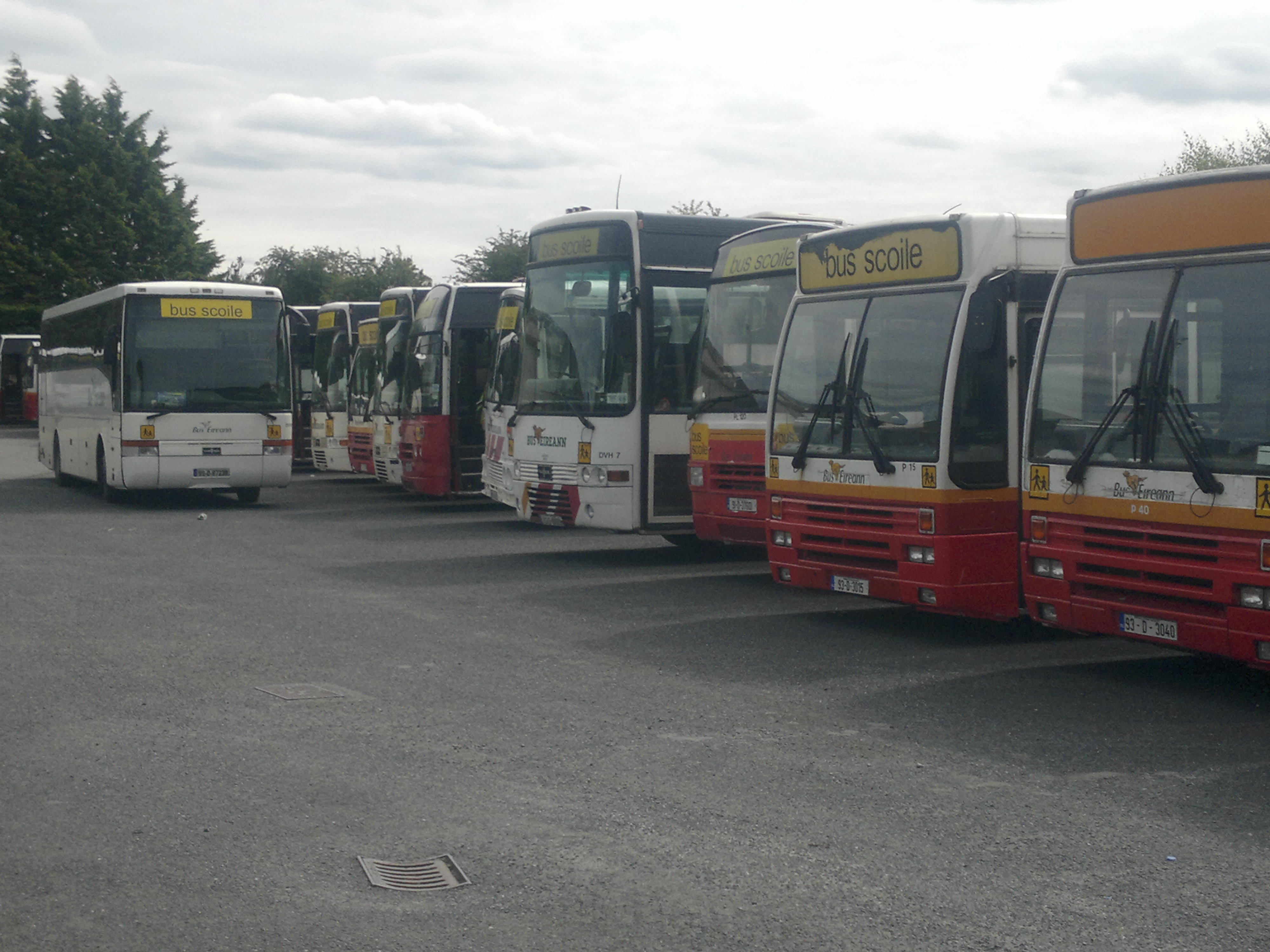
Schoolbussen van Bus Éirann in het depot te Thurles